# Jake Seal
Jake Seal es un productor de cine y cineasta británico.

## Vida personal
Seal se casó con Jodie Seal, quien fue Miss Universo Australia 1996. Tienen tres hijos. Seal, que anteriormente vivía en Londres, reside en Luisiana desde 2015.

## Filmografía

### Como productor
| Año  | Película                           | Notas                          |
| ---- | ---------------------------------- | ------------------------------ |
| 2008 | Last Hour                          | Productor asociado/coproductor |
| 2013 | The Moon Man (documental)          | Productor ejecutivo            |
| 2013 | The Zombie King                    | Productor ejecutivo            |
| 2014 | Breaking the Bank                  | Productor                      |
| 2015 | Born to Be Blue                    | Productor                      |
| 2017 | Jeepers Creepers 3                 | Productor                      |
| 2018 | Blaze                              | Productor                      |
| 2018 | Back Roads                         | Productor                      |
| 2019 | Grand Isle                         | Productor                      |
| 2021 | El país de las maravillas de Willy | Productor ejecutivo            |
| 2022 | Jeepers Creepers: Renacidos        | Productor, escritor            |

### Televisión
| Año  | Película       | Role      |
| ---- | -------------- | --------- |
| 2022 | Salvage Marine | Productor |

### Como actor
| Año  | Película               | Role                              |
| ---- | ---------------------- | --------------------------------- |
| 1998 | Rebajar                | Mafia rusa (como Jake Sear Jacob) |
| 1999 | Dillagi                | Jake (sin acreditar)              |
| 2001 | Secret Admirer (video) | Carlos                            |
| 2003 | Asilo                  | Marca                             |
| 2008 | Cuántica de consuelo   | Camarero en un vuelo de Virgin    |

### Televisión
| Año  | Película    | Role |
| ---- | ----------- | ---- |
| 2000 | The Stretch | Jack |